# Мехмед Хасан-паша Дералла
Мехмед Хасан-паша Дералла (алб. Mehmet Hasan Pashë Dërralla) — османский военачальник и деятель Албанского национального возрождения. Известен под прозвищем Калканделени (Kallkandeleni) — из города Калканделен (Тетово). Обучался в Стамбуле и служил в жандармерии в Багдаде, Алеппо и Салониках.
При возникновении Призренской лиги в 1878 году оставил военную службу и включился в албанское национальное движение. Был арестован и содержался в иракских тюрьмах. После Младотурецкой революции 1908 года был освобожден и участвовал в становлении албанской государственности, сражаясь против сербских отрядов. Исполнял обязанности военного министра в правительстве Исмаила Кемали. В 1916 году попал в сербский плен и был заключен в тюрьму Подгорицы, где был отравлен.